# Anton Biester
Anton Biester, auch Anthony Biester (* 26. August 1837 in Kleve, Rheinprovinz; † 26. März 1917 in Cincinnati-Madisonville, Ohio), war ein deutsch-amerikanischer Porträt- und Landschaftsmaler der Klever Romantik und Düsseldorfer Schule.

## Leben
Biester, Sohn des Ehepaares Theodor und Anna Biester, erlernte die Malerei der Klever Romantik in der Schule des in Kleve ansässigen niederländischen Landschaftsmalers Barend Cornelis Koekkoek. Danach besuchte er die Kunstakademie Düsseldorf, wo Oswald Achenbach sein Lehrer war und er eine Prägung durch die Düsseldorfer Schule erfuhr. Im März 1871 wanderte Biester mit seiner Frau Elise, geborene Drebes, die er am 13. Juni 1867 geheiratet hatte, und seinem kleinen Sohn Oswald (* 1870), der später Freskenmaler und Innendekorateur wurde, in die Vereinigten Staaten aus. Zunächst ließ er sich in Covington (Kentucky) nieder. Schon 1872 zog er nach Cincinnati um. Dort gehörte er zu den prominentesten Künstlern der Stadt. Er war Mitglied des Cincinnati Art Club. 1871 beteiligte er sich an der Cincinnati Industrial Exposition, in der Folgezeit an weiteren Ausstellungen in den Vereinigten Staaten, etwa in den Jahren 1897 bis 1902 am Art Institute of Chicago.
Neffe von Anton Biester war der Dirigent, Komponist und Maler Theodor Biester (1865–1945).

## Werke (Auswahl)
- Romantische Waldlandschaft, 1854
- Partie am Waldbach, 1859

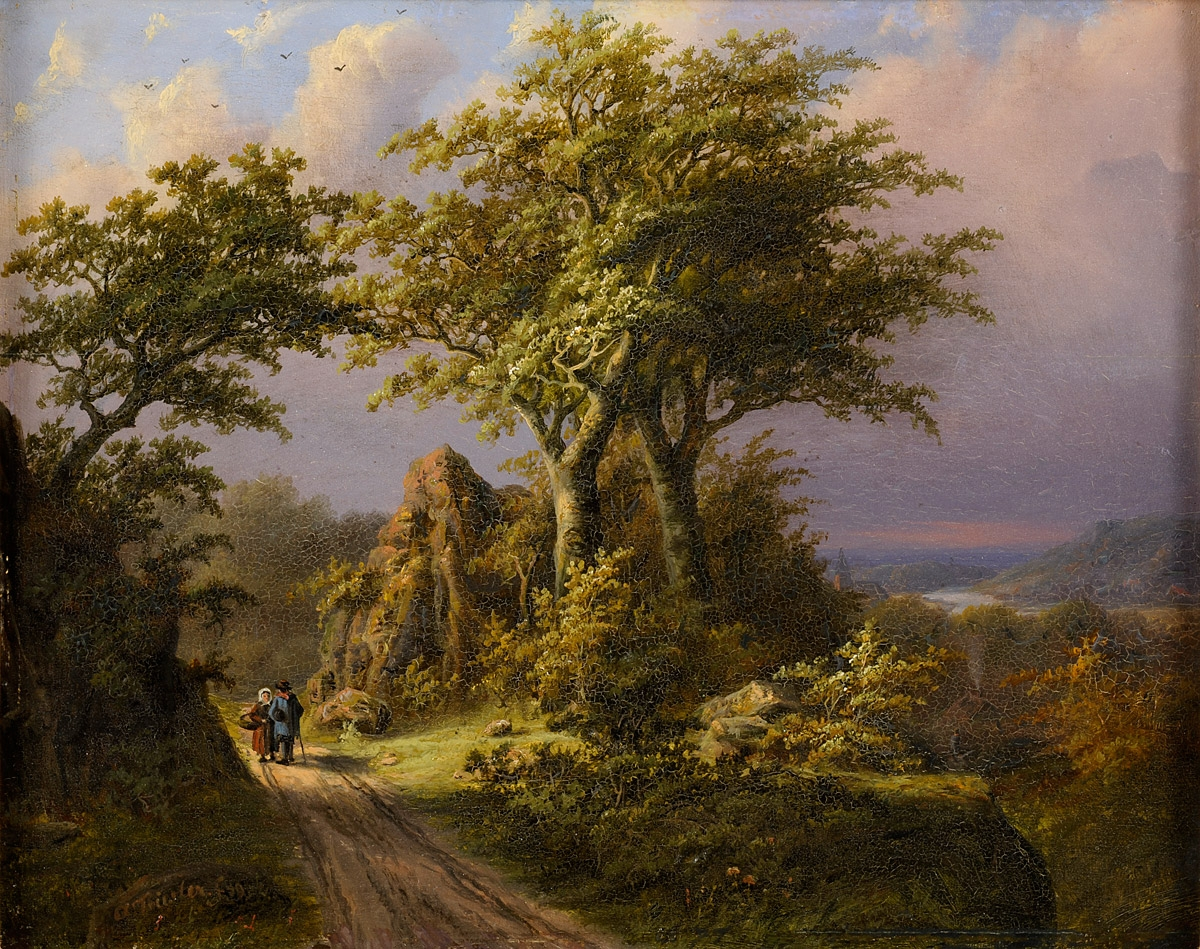
Bewaldete Sommerlandschaft

- Stürmisches Wetter in einer Landschaft bei Kleve, 1866
- Ansicht von Kleve mit der Schwanenburg
- Bewaldete Sommerlandschaft
- Porträt des Erzbischofs John Baptist Purcell
- Porträt des Bischofs John Henni